# Élections législatives du Cameroun britannique de 1957
Des élections législatives ont eu lieu au Cameroun britannique en mars 1957. Le Congrès national du Kamerun (CNK) devient le plus grand parti, remportant six des 13 sièges de la Chambre d'assemblée.  

## Résultats
| Partis politiques                             | Voix   | %      | Sièges |
| --------------------------------------------- | ------ | ------ | ------ |
| Congrès national du Kamerun (CNK)             | 35626  | 45.42  | 6      |
| Parti démocratique national du Kamerun (PDNK) | 17937  | 22.87  | 5      |
| Parti populaire du Kamerun (PPK)              | 15436  | 19;68  | 2      |
| Union des populations du Cameroun (UPC)       | 9440   | 12.03  | 0      |
| Total                                         | 78439  | 100.00 | 13     |
| Électeurs inscrits/participation              | 102944 |        |        |